# Рада чотирьохсот
Рада чотирьохсот (дав.-гр. Βουλή των Τετρακοσίων) — вищий орган виконавчої влади та державного контролю в Стародавніх Афінах, створений Солоном. Часто іменувався просто Радою (Буле, дав.-гр. βουλή).
Незабаром Буле було розширено до ради 500 з реформ Клісфена в 508-507-х роках, але було повернено в результаті перевороту Пісандра і поміркованих аристократів у 411 році.
Члени Ради — булевти — щорічно обиралися чотирма афінськими філами, по 100 чоловік від кожної філи.
1. ↑  Дональд Каган, 1991, с. 465-478.